# La Femme au perroquet (Courbet)
Pour les articles homonymes, voir La Femme au perroquet.
La Femme au perroquet  est un tableau peint en 1866 par Gustave Courbet. Il mesure 129,5 × 195,6 cm. Il est conservé au Metropolitan Museum of Art à New York.

## Description
Une femme nue est allongée sur un drap blanc. Un épais tissu dans les tons verts ferme la composition. Un perroquet a quitté son perchoir pour se poser sur la main gauche de la femme. 
Il est signé et daté 66. Gustave Courbet en bas à gauche. 

## Présentation et réception

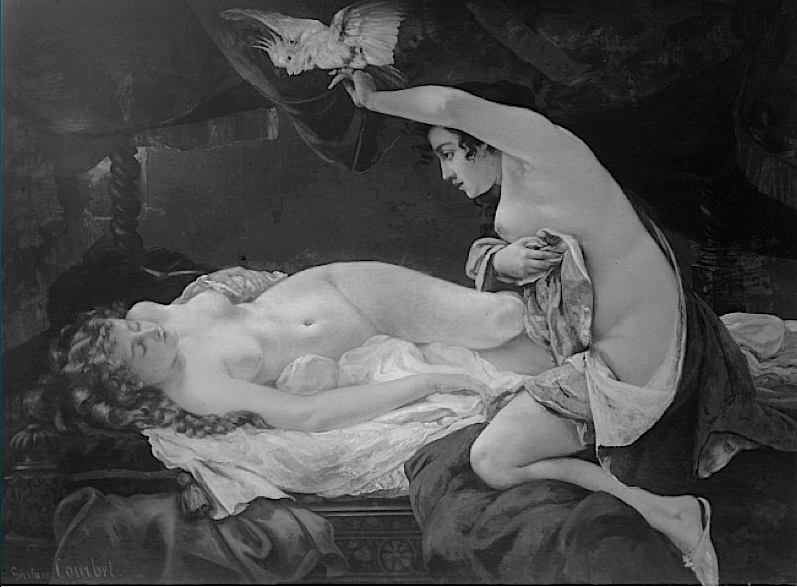
Le Réveil ou Vénus et Psyché (1864), une toile refusée au Salon.

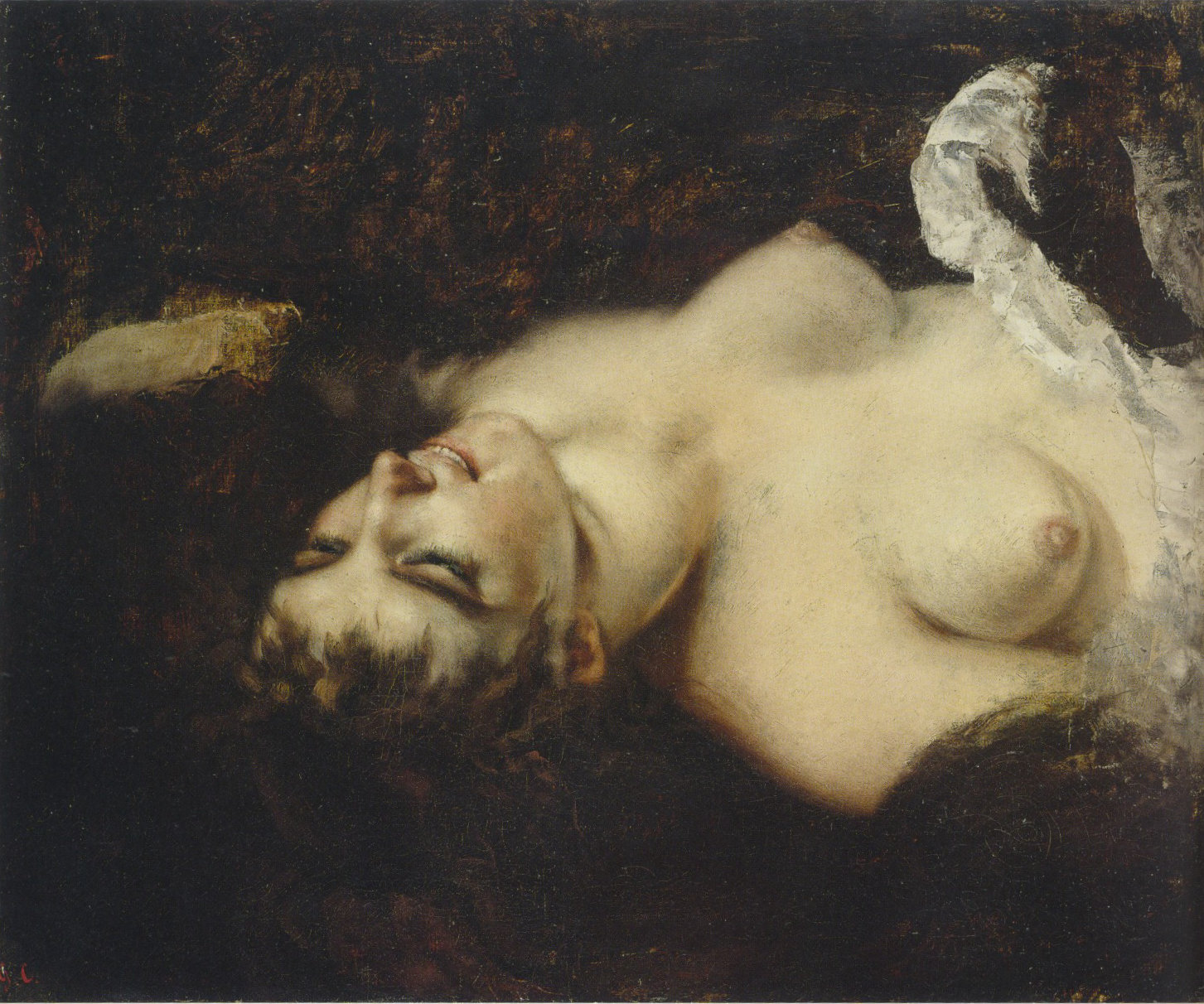
Étude de tête pour la Femme au perroquet (vers 1865), 60 x 73 cm, collection particulière.

Ce tableau est présenté au Salon de 1866 (numéro 463). Il déchaîne la critique, qui pointe du doigt le « manque de goût » du fait de la pose non académique du modèle et de ses cheveux étalés. 
En 1864, sa  Vénus et Psyché (intitulée aussi Le Réveil, cf. ci-contre) est refusée par le jury du Salon sous prétexte que le peintre n'y respecte pas les conventions : traiter un thème mythologique et s'y conformer. Si le perroquet a une origine mythologique, Courbet a fait figurer deux femmes nues quand Eros est toujours représenté en homme. Camille Gronkowski écrit en 1929 que cette toile rappelle certaines compositions féminines de Pierre-Paul Prud'hon. Elle a depuis disparu, sans doute dans un incendie à Berlin en 1944-1945 (ancienne collection Gerstenberg).
Courbet décide donc en 1866 de défier à nouveau l'académisme en s'appropriant ses codes, par exemple le sujet et la dimension, réinterprétés par sa vision de la peinture. Ainsi, cette femme nue n'a aucun prétexte mythologique ni historique, ce pourquoi elle choque le public. Les soutiens de Courbet sont les plus nombreux, parmi lesquels Jules-Antoine Castagnary, qui reconnait là « une femme de notre temps ». Après Les Baigneuses (1853), c'est le deuxième nu de Courbet accepté au Salon. Il entre dans les collections du MET après un legs en 1929 de Henry Osborne Havemeyer.